# Bény
Bény – miejscowość i gmina we Francji, w regionie Owernia-Rodan-Alpy, w departamencie Ain.
W Bény urodził się wikariusz apostolski Archipelagu Nawigatorów Joseph Darnand.

## Demografia
Według danych na styczeń 2012 r. gminę zamieszkiwało 738 osób, a gęstość zaludnienia wynosiła 40,4 osób/km².